# Anontsibe Centre
Anontsibe Centre è una città e comune del Madagascar situata nel distretto di Manja, regione di Menabe. 
La popolazione del comune rilevata nel censimento 2001 era pari a 9 626 unità.